# Monti Gagarin
I monti Gagarin sono una catena montuosa dell'Antartide facente parte della più grande catena montuosa dei monti Orvin, di cui si trovano nella parte centrale. Situata nella Terra della Regina Maud e in particolare in corrispondenza della costa della Principessa Astrid, la formazione si snoda in direzione nord-sud per oltre 18 km tra i monti Kurze, a ovest, e i monti Conrad, a est.

## Storia
I monti Gagarin sono stati scoperti e fotografati durante la spedizione Nuova Svevia, 1938-39, comandata dal capitano tedesco Alfred Ritscher. La formazione fu poi mappata più dettagliatamente grazie a fotografie aeree scattate durante la sesta spedizione antartica norvegese, 1956-60, e poi fu ancora esplorata da una spedizione antartica sovietica nel 1960-61, che la battezzò con il nome dell'astronauta Jurij Gagarin, primo essere umano nello spazio.